# Сироватка (станція)
Сиро́ватка — вантажно-пасажирська залізнична станція Сумської дирекції Південної залізниці на лінії Баси — Боромля.
Розташована в селі Нижня Сироватка Сумського району Сумської області між станціями Баси (9 км) та імені Василя Несвіта (7 км).
На станції зупиняються потяги далекого сполучення  та місцеві поїзди.

## Історія
У травні 2016 року було завершено спорудження пандусу для осіб з обмеженими можливостями на вході до зали очікування вокзальної будівлі станції Сироватка, що було виконане Сумським будівельно-монтажним експлуатаційним управлінням (БМЕУ-5) Південної залізниці.